# Hồ Học Lãm

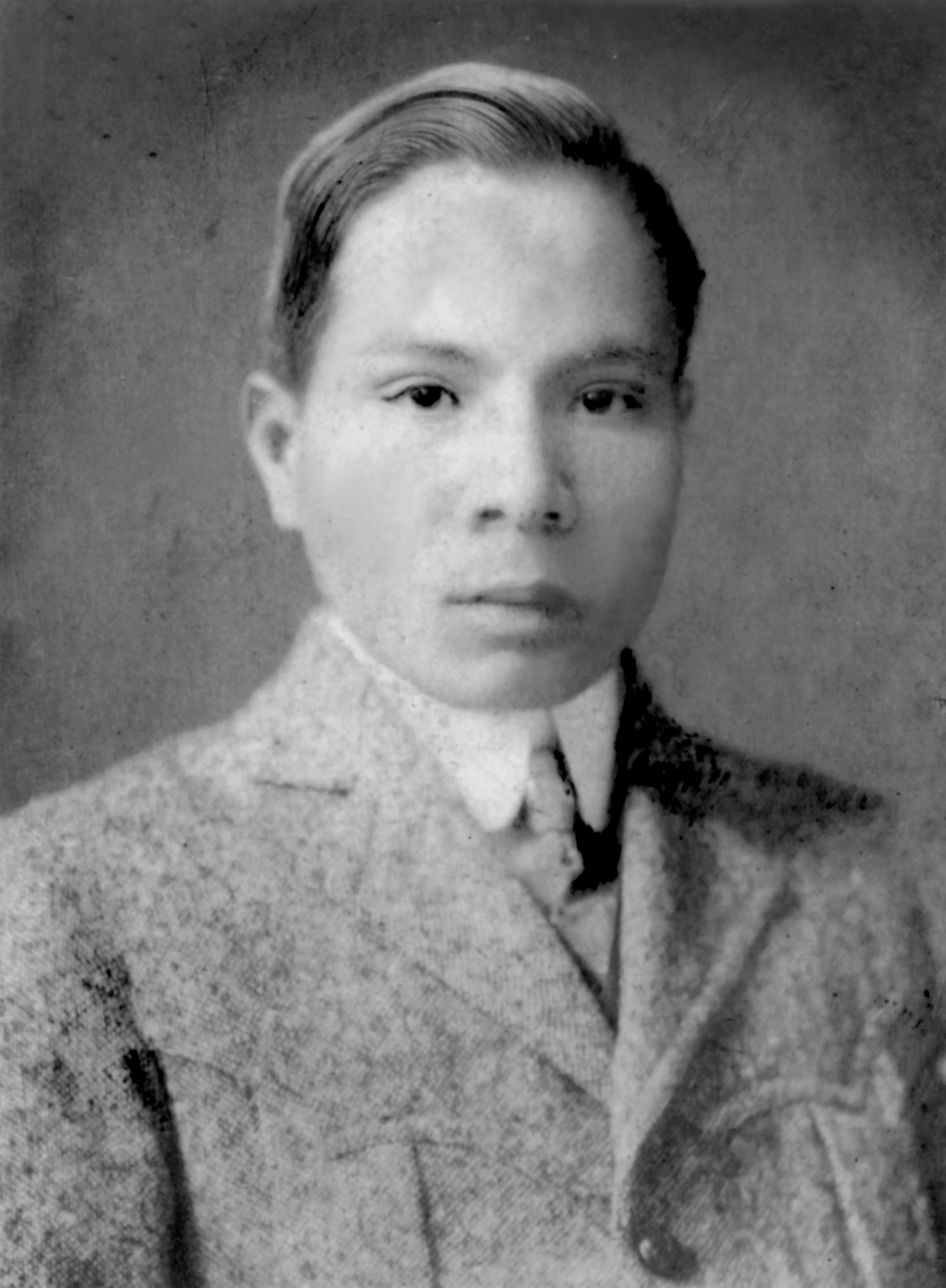
Chân dung Hồ Học Lãm

Hồ Học Lãm (chữ Hán: 胡學覽; 1884 – 12 tháng 4 năm 1943); tự Hinh Sơn, là một chí sĩ Việt Nam thời cận đại.

## Thân thế
Hồ Học Lãm, tên khai sinh là Hồ Xuân Lan, là con của liệt sĩ Hồ Bá Trị (? – 1886) và bà Trần Thị Trâm (1860 – ?), quê ở làng Quỳnh Đôi, huyện Quỳnh Lưu, tỉnh Nghệ An. Trần Thị Trâm, tục gọi là Bà Lụa, sinh thời là người tích cực tham gia phong trào Cần Vương và Đông Du của Phan Đình Phùng – Phan Bội Châu, được đặt tên là "Tiểu Trưng". Hồ Bá Trị và bà Trần Thị Trâm có hai người con trai, người anh của Hồ Xuân Lan là Hồ Xuân Kiêm.
Bác ruột Hồ Học Lãm là Hồ Bá Ôn (Án sát tỉnh Nam Định, hy sinh năm 1883 trong trận đánh với Pháp giữ thành Nam Định); và ông là chú họ gần với nhà cách mạng Hồ Tùng Mậu- Hồ Tùng Mậu là cháu đích tôn của Hồ Bá Ôn.
Cha mất sớm vì bị thực dân Pháp giết hại năm 1886, Hồ Học Lãm lúc này mới được 2 tuổi và người anh là Hồ Xuân Kiêm sống với mẹ. Bà vốn là con gái Tiến sĩ Trần Hữu Dực. Vì bà thường sắm vai buôn lụa để hoạt động nên có tên là "bà Lụa". Bà cũng là mẹ đỡ đầu của cô Chiêu Thanh (tức Nguyễn Thị Thanh, chị ruột của Nguyễn Tất Thành).

## Quá trình hoạt động
Do ảnh hưởng từ sự giáo dục của mẹ, ông sớm ý thức về lòng yêu nước. Năm 1908, hưởng ứng phong trào Đông Du, ông sang Nhật học tập. Ông được Phan Bội Châu cử đi học cùng một số học sinh khác tại Trường võ bị "Chấn Vũ" tại Tokyo (Nhật Bản). Tại đây ông lấy tên là Hồ Hinh Sơn và học cùng lớp với Tưởng Giới Thạch. Khi các du học sinh Việt Nam ở Nhật bị trục xuất, ông sang ngụ ở Bắc Kinh (Trung Quốc), rồi xin vào học trường Võ bị Bắc Kinh, Trường Sĩ quan Bảo Định – Hà Nam, tiếp tục cùng khóa với Tưởng Giới Thạch. Hồ Học Lãm tốt nghiệp năm 1911.
Tốt nghiệp, ông trở thành một sĩ quan cao cấp trong quân đội Trung Quốc, nhưng trong lòng ông vẫn hướng về tổ quốc. Ông tham gia cuộc cách mạng Tân Hợi – 1911 do Tôn Trung Sơn, lãnh tụ Quốc dân Đảng lãnh đạo. Sau ngày Tổng thống Tôn Trung Sơn qua đời (1925), Tưởng Giới Thạch làm binh biến (1927) thay đổi đường lối chính trị, ông vẫn được nể trọng, trở thành một sĩ quan cao cấp của quân đội Tưởng, được điều công tác về Bộ Tổng Tham mưu tại Nam Kinh – Giang Tô. Khi Hồ Tùng Mậu và các đồng chí thành lập An Nam Cộng sản Đảng tại Hồng Kông, Hồ Học Lãm được mời tham gia nhưng ông đã từ chối vì ông bề ngoài là cán bộ của Quốc dân đảng Trung Quốc, sẽ tiện cho việc bí mật giúp đỡ phong trào cách mạng của Nguyễn Ái Quốc. Gia đình ông là điểm hẹn, cơ sở đón tiếp các chiến sĩ cách mạng Việt Nam đến bàn việc cứu nước, giải phóng dân tộc như Hồ Tùng Mậu, Lê Hồng Sơn, Trịnh Đông Hải..., sau đó là Lê Hồng Phong, Nguyễn Thị Minh Khai, Hà Huy Tập, Phùng Chí Kiên... Đây cũng là nơi cung cấp tin tức mỗi khi người của Việt Nam bị bắt hoặc bị đe dọa đến tính mạng.
Năm 1936, ông tham gia tổ chức Việt Nam Độc lập Vận động Đồng minh Hội của Kỳ Ngoại hầu Cường Để và dùng tiền riêng để ra một tờ tạp chí nhỏ bằng chữ Hán lấy tên là Việt Thanh. Nhưng tổ chức này chỉ hoạt động được trong một thời gian ngắn. Tờ Việt Thanh chỉ ra được 3 - 4 số thì đình bản vì hết kinh phí. Sau ông gia nhập Việt Nam Quang phục Hội của Phan Bội Châu, và được cử giữ chức Ủy viên huấn luyện.
Năm 1940, ông ốm nặng, phải nằm bệnh viện tại Quế Lâm (Trung Quốc).
Cuối năm ấy, tình hình cách mạng đã thay đổi, được sự lãnh đạo trực tiếp của Nguyễn Ái Quốc, Biện sự xứ hải ngoại của Việt Minh được thành lập ở Quế Lâm, Hồ Học Lãm được mời làm Chủ nhiệm, Phạm Văn Đồng làm Phó chủ nhiệm. Hội Trung-Việt văn hóa cách mạng đồng chí được thành lập, Hồ Học Lãm và Phạm Văn Đồng đều tham gia Ban lý sự với tư cách là Chánh, Phó Chủ nhiệm Việt Minh.
Hồ Học Lãm bị suy tim, hen suyễn nặng, mất tại Quế Lâm ngày 8 tháng 3 năm Quý Mùi, tức ngày 12 tháng 4 năm 1943, hưởng thọ 60 tuổi, được rất nhiều sĩ phu thương tiếc. Trước khi mất ông dặn gia đình thay mình, việc gì đoàn thể giao, làm được thì nhận, làm thật tốt để xứng đáng niềm tin của lãnh tụ và truyền thống của dòng tộc họ Hồ. Từ đó đến nay, ông được xướng tên cho 1 con đường tại Thành phố Hồ Chí Minh và Hà Nội.
Theo Thiếu tướng Lê Thiết Hùng (đại sứ Việt Nam tại Triều Tiên), Hồ Chí Minh từng có ý định khi cách mạng thành công sẽ mời Hồ Học Lãm về làm Chủ tịch nước.

## Gia đình
Ông có vợ là bà Ngô Khôn Duy (1893 – 1980) và hai con gái là Hồ Diệc Lan (1920-1947) và Hồ Mộ La (sinh 1930). Bà Ngô Khôn Duy là con gái của Ngô Quảng, lãnh binh của Phan Đình Phùng.
Bà Hồ Diệc Lan, kết hôn với Thiếu tướng Lê Thiết Hùng, vị tướng đầu tiên của Quân đội Nhân dân Việt Nam, nhưng mất sớm (năm 1947, ở tuổi 27) và chưa có con. Khi bà Hồ Diệc Lan mất, báo Cứu quốc Liên khu IV có đăng lời chia buồn và ông Phạm Văn Đồng cũng gửi lời chia buồn đến bà Hồ Diệc Lan.
Bà Hồ Mộ La sau này là giảng viên trường nhạc Hà Nội.